# Hurley (Nuovo Messico)
Hurley è un comune degli Stati Uniti d'America, situato nello stato del Nuovo Messico, nella contea di Grant.